# Yeah Yeah (Sabrina Salerno)
Yeah Yeah è un singolo della cantante italiana Sabrina Salerno, incluso nel suo terzo album Over the Pop.

## Il brano
Il singolo è stato pubblicato nel marzo 1990 ed è stato un buon successo estivo di quella stagione, soprattutto nelle versioni remix. Con questo brano, la cantante passa dalle tipiche sonorità disco anni ottanta a sonorità più dance pop al passo con i tempi, e si presenta anche al Festivalbar 1990.

## Tracce e formati

### 1990
7" Single
1. "Yeah Yeah" - 4:01
2. "Yeah Yeah" (dub version) - 4:01

12" Single
1. "Yeah Yeah" (12" Mix) - 5:35
2. "Yeah Yeah" (Ambient Mix) - 6:16
3. "Yeah Yeah" (dub version) - 4:01

### 1991
CD single
1. "Yeah Yeah" (club version) - 5:00
2. "Yeah Yeah" (acapella) - 1:26
3. "Yeah Yeah" - 4:20
4. "Yeah Yeah" (dub version) - 4:16

12" single
1. "Yeah Yeah" (club version) - 5:00
2. "Yeah Yeah" (acapella) - 1:26
3. "Yeah Yeah" - 4:20
4. "Yeah Yeah" (dub version) - 4:16

## Classifiche
| Classifica (1990)       | Posizione raggiunta |
| ----------------------- | ------------------- |
| Italia                  | 21                  |
| Eurochart Single Charts | 32                  |
| FR Singles Chart        | 21                  |
| FIN Singles Chart       | 15                  |